# 1362
1362 (MCCCLXIII) var ett normalår som började en lördag i den julianska kalendern.

## Händelser

### Januari
- 16 januari – Staden Rungholt på den nordfrisiska ön Strand i Vadehavet (i nuvarande Schleswig-Holstein) utplånas i en stor stormflod, kallad "Andra Marcellus-stormfloden" (på tyska "Erste Grote Mandränke" och på danska "Den store manddrukning").

### Februari
- 15 februari – Håkan Magnusson väljs till kung av Sverige, som medregent till sin far Magnus Eriksson. Detta är första gången källorna omnämner att ombud från den östra rikshalvan (Finland) deltar i ett svenskt kungaval.

### September
- 28 september – Sedan Innocentius VI avlidit den 12 september väljs Guillaume Grimoard till påve och tar namnet Urban V.

### Okänt datum
- Under Edward III, börjar engelska ersätta franska som Englands officiella nationalspråk, då parlamentet angespå detta språk för första gången efter normandiska invasionen 1066.[1]
- Ett nytt krig mot Valdemar Atterdag utbryter. Den tyska Hansan under ledning av Lübecks borgmästare börjar en stor belägring av Helsingborgs slott. Valdemar attackerar sina fiender i sjöslaget vid Helsingborg. Kungen erövrar då 12 stora "huvudkoggar". Christoffer, kungens son, träffas av en kanonkula i huvudet. Han avlider av sviterna följande år. Vapenvila sluts i staden.
- Enligt Kensingtonstenen (en sannolikt falsk runsten) ska nordbor detta år ha landstigit i Minnesota.

## Födda
- Johanna av Bayern, drottning av Böhmen.

## Avlidna
- 7 september – Joanna av England, drottning av Skottland sedan 1329 (gift med David II)
- 12 september – Innocentius VI, född Étienne Aubert, påve sedan 1352.

### Fotnoter
1. ↑  Language and Law.org